# 득량역
득량역(Deungnyang station, 得粮驛)은 대한민국 전라남도 보성군 득량면에 있는 경전선의 철도역이다. 현재 무궁화호, 남도해양열차가 정차하며 역 앞은 득량면 소재지이나, 득량면 내의 다른 핵심 마을인 예당역 일대에 비하면 역세권 규모가 작다. 문화체육관광부에서 주관하는 간이역 문화공간 프로젝트 실시역이 되어 역사 내 공간이 리모델링 되었고, 주민들이 나서서 역 앞에 1970년대를 바탕으로 한 추억의 거리를 조성을 들어서 남도해양열차 정차역으로 선정되었다.

## 역명 유래
임진왜란 당시 비봉리 선소 알섬(지금의 득량도)에서 이순신이 왜군과 대치하던 중 아군의 식량이 떨어져 비봉리 선소에서 식량을 조달하여 왜군을 퇴치했다. 이에 '얻을 득'과 '곡식 량'자를 인용하여 득량이라 한데서 유래하였다.

## 연혁
- 1930년 12월 25일 : 보통역으로 영업 개시[1]
- 1977년 5월 1일 : 화물취급 중지[2]
- 1985년 11월 1일 : 화물취급 재개[3]
- 1994년 1월 1일 : 소화물 취급 중지[4]
- 1994년 5월 1일 : 소화물 취급 재개[5]
- 1994년 6월 1일 : 현재 역사 준공
- 1996년 9월 1일 : 소화물 취급 중지[6]
- 2004년 9월 1일 : 화물취급 중지[7]
- 2013년 9월 27일 : 남도해양열차 정차 개시

### 승강장
| ↑보성     |
| 승강장 \| |
| 예당↓     |

| 승강장 | 경전선 | 무궁화호 | 부산·순천·서광주 방면 |

## 사진

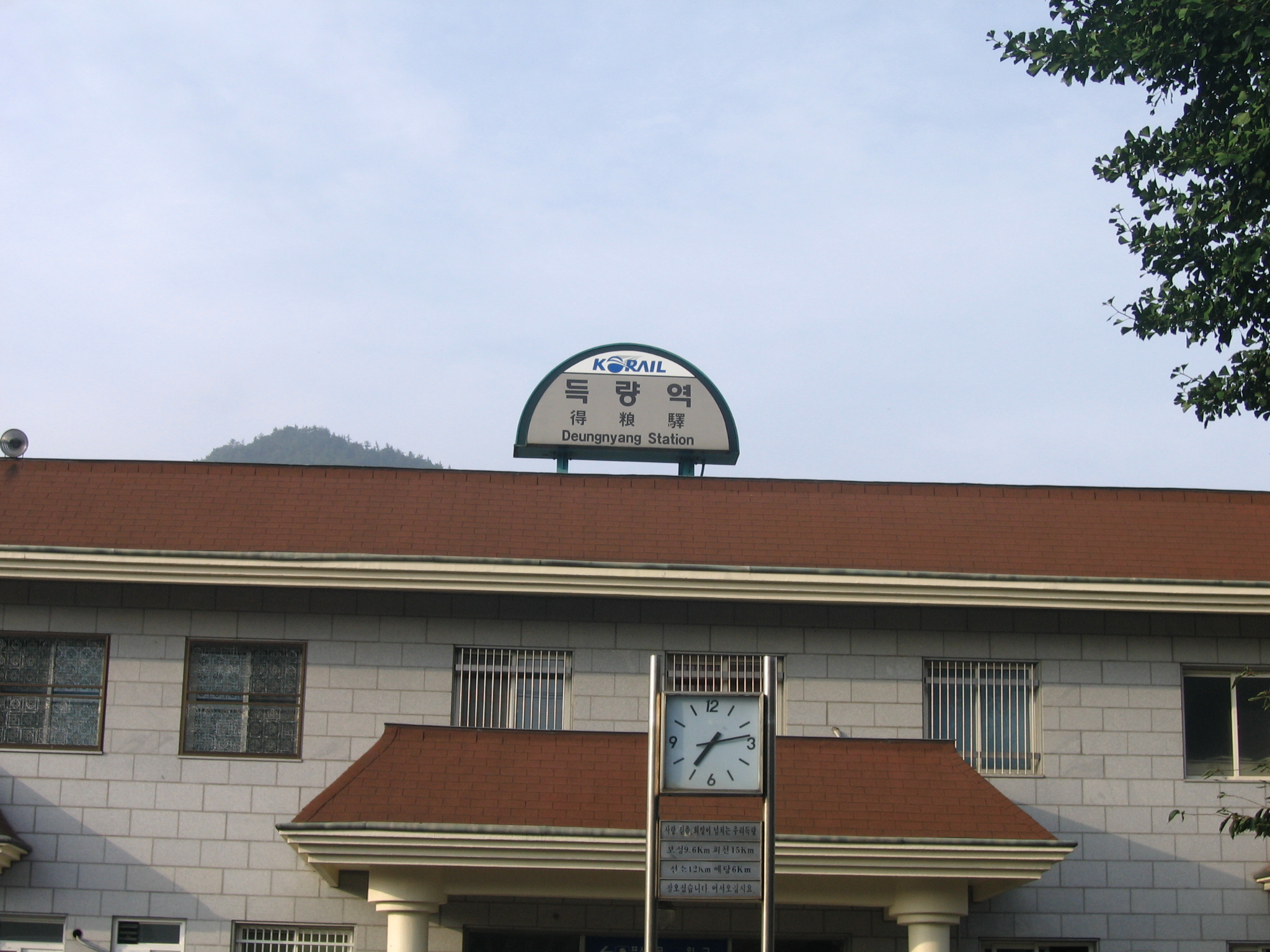
역사(광장쪽, 역명판 변경 이전)
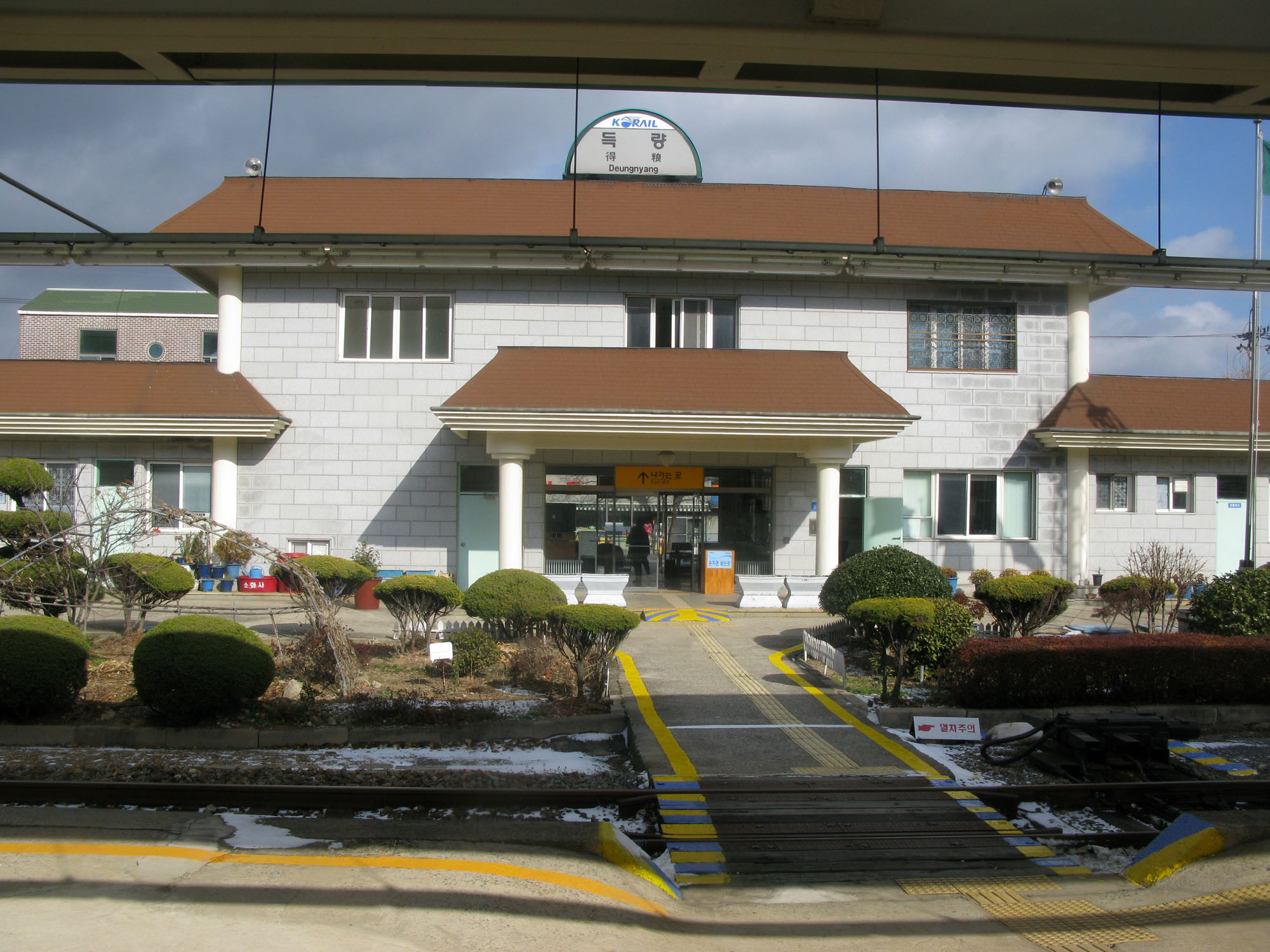
역사(선로측, 역명판 변경 이전)
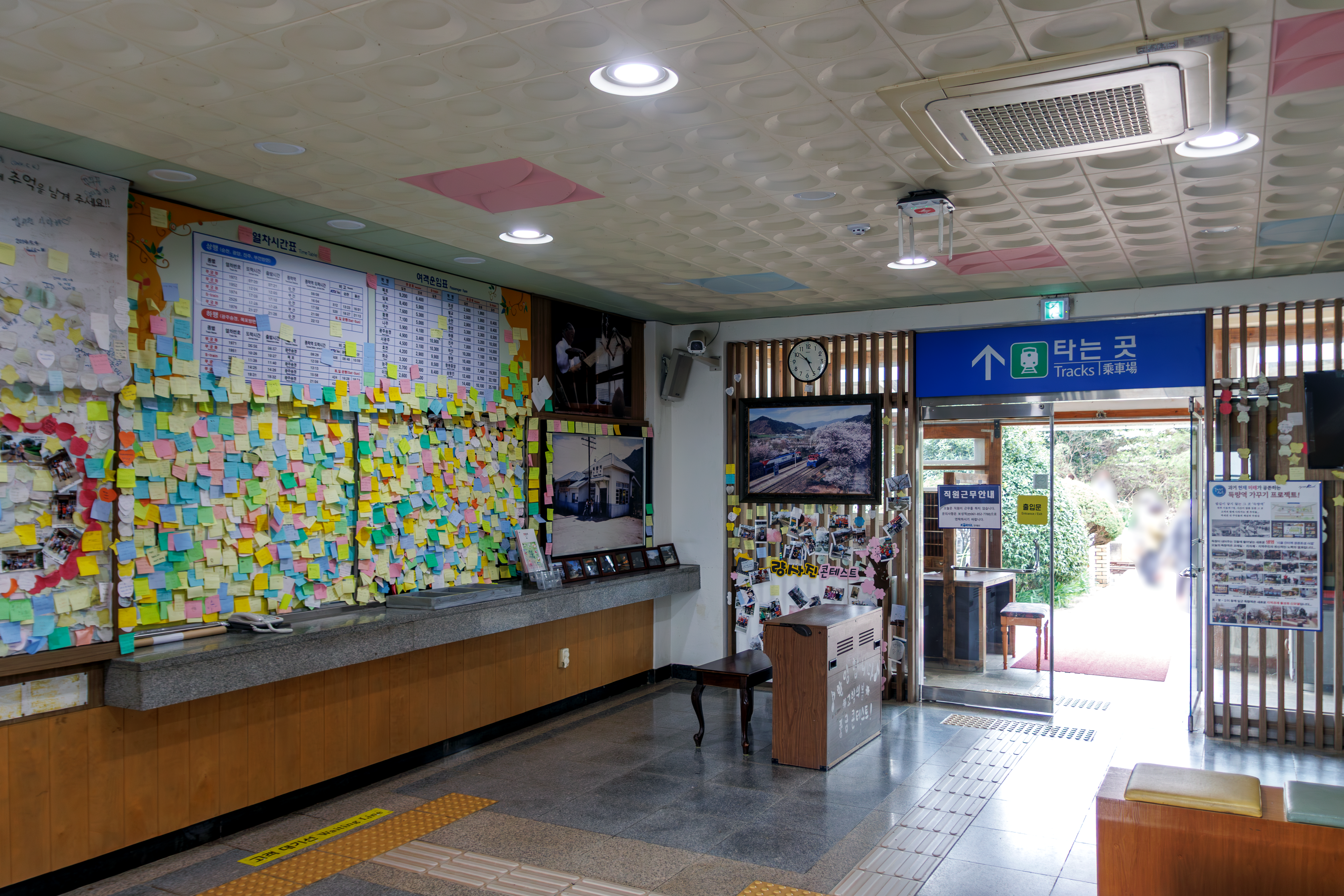
대합실

## 인접한 역
| 경전선         | 경전선          | 경전선             |
| -------------- | --------------- | ------------------ |
| 예당 부전 방면 | 무궁화호 경전선 | 보성 목포 방면     |
| 벌교 부산 방면 | 남도해양열차    | 보성 광주송정 방면 |